# Veľký Lapáš
Veľký Lapáš este o comună slovacă, aflată în districtul Nitra din regiunea Nitra. Localitatea se află la altitudinea de 160 m deasupra n.m., se întinde pe o suprafață de 8,16 km2 și în 2017 număra 1.495 de locuitori.
Localitatea este înfrățită cu Piliscsaba.

## Istoric
Localitatea Veľký Lapáš este atestată documentar din 1113.

## Demografie
| An:                | 1994 | 2004   | 2014   | 2024    |
| ------------------ | ---- | ------ | ------ | ------- |
| Număr de persoane: | 1106 | 1171   | 1212   | 2101    |
| Diferență:         |      | +5,87% | +3,50% | +73,34% |

| An:                | 2023 | 2024   |
| ------------------ | ---- | ------ |
| Număr de persoane: | 2052 | 2101   |
| Diferență:         |      | +2,38% |